# Ezüsthátú róka
Az ezüsthátú róka (Vulpes chama) az emlősök (Mammalia) osztályába a ragadozók (Carnivora) rendjébe és a kutyafélék (Canidae) családjába  tartozó faj.

## Előfordulása
Afrikában, Angola, Botswana, Namíbia és a Dél-afrikai Köztársaság területén honos. Szavannák, sztyeppék lakója.

## Életmódja
Kis emlősökkel, hüllőkkel és dögökkel táplálkozik, de megeszi a rovarokat és a gyümölcsöket is.

## Szaporodása
A nőstény 51-53 napos vemhesség után 3-6 kölyöknek ad életet.
|  |